# Calcitonina

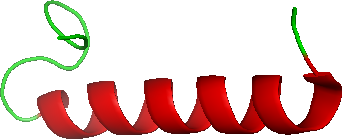

La calcitonina és una hormona polipeptídica lineal de 32 aminoàcids que en els humans es produeix principalment a les cèl·lules parafol·liculars (també conegudes com a cèl·lules C) de la glàndula tiroide, i en molts altres cordats en l'últim cos branquial. Actua per reduir el calci (Ca2+) de la sang, oposant-se als efectes de l'hormona paratiroidal (PTH). S'ha trobat en peixos, rèptils, aus i mamífers. La seva importància en els éssers humans no ha estat tan ben establerta com la seva importància en altres animals, perquè la seva funció no sol ser important en la regulació de l'homeòstasi del calci normal.